# Fiq (woreda)
Pour les articles homonymes, voir Fiq.
Fiq (ou Fik ; en somali : Fiiq) est un woreda de l'est de l'Éthiopie situé dans la zone Erer de la région Somali. Ce district a 130 047 habitants en 2007 et porte le nom de son chef-lieu Fiq. Sa limite orientale varie notablement au cours du temps.
Bordé à l'ouest par la rivière Erer qui vient des environs de Harar et se jette dans le Chébéli, ce district de la région Somali est limitrophe de la zone Est Hararghe de la région Oromia à l'ouest comme à l'est d'après une carte récente,.
D'après les cartes disponibles, le district atteint sa plus grande extension à la fin des années 2000 au moment du recensement national de 2007.
Il est alors bordé par le woreda Babille de la région Somali au nord-ouest ; Gursum et Kebri Beyah au nord ; Degehabur et Degehamedo à l'est ; Hamero et Segeg au sud ; Meyumuluka et Gola Oda à l'ouest.
Sa population atteint alors 130 047 habitants dont 9 % de citadins qui sont les 12 112 habitants du chef-lieu Fiq.
Presque tous les habitants sont musulmans.
En 2022, la population est estimée sur le même grand périmètre à 189 442 personnes avec une densité de population de 22 personnes par km2 et 8 633 km2 de superficie.
Entre-temps, le district a toutefois presque retrouvé ses limites du début des années 2000, puis contribué à la partie nord de Yahob.
Il ne fait plus que 3 445 km2 de superficie en 2021.